# اردوگاه البقعه

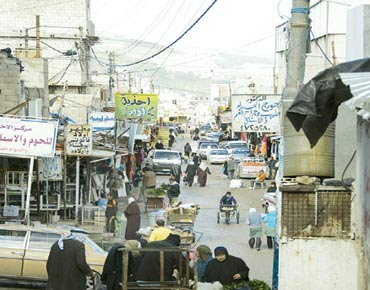
نگاره‌ای قدیمی از شهر اردوگاه البقعه در کشور اردن

شهر اردوگاه البقعه (به عربی: مخیم البقعه) در البلقاء در کشور اردن واقع شده است. جمعیت این شهر ۶۲٫۵۰۸ نفر است.